# Contemporary hit radio
Contemporary hit radio (também conhecido como CHR, contemporary hits, hit list, current hits, hit music, top 40 ou pop radio) é um formato radiofônico comum em muitos países que se concentra em tocar canções populares recorrente da atualidade. Há várias subcategorias, com foco predominante em rock, pop ou música urbana. O termo contemporary hit radio começou a ser usado pela revista Radio & Records no início da década de 1980, para designar estações de rádios que tocavam excessivamente sucessos musicais de todos os gêneros.